# Raionul Mîkolaiivka, Odesa
Mîkolaiivka (în ucraineană Миколаївський район) este un raion în regiunea Odesa, Ucraina. Reședința sa este așezarea de tip urban Mîkolaiivka. A fost înființat pe 1946, fiind atunci inclus în componența RSS Ucrainene. Începând din anul 1991, acest raion face parte din Ucraina independentă.

## Geografie
Raionul se învecineazǎ cu raionul Liubașivka în nord, cu regiunea Mîkolaiv în est, raionul Berezivka în sud și raionul Șiriaeve în vest. Este situat la poalele Podișului Podoliei (altitudinile maxime variază între 100 - 160 m), din care cauză relieful raionului este unul deluros. Distanța până la centrul regionional, Odesa este de 153 km.
Clima temperat-continentalǎ este specifică raionului cu o temperatură medie a lunii ianuarie de -4.3°C, a lunii iulie +20.4°C, temperatura medie anualǎ +9.3°C.

## Demografie
Componența lingvistică a raionului Mîkolaiivka
     Ucraineană (93,39%)
     Română (2,67%)
     Rusă (2,58%)
     Alte limbi (0,34%)
Conform recensământului din 2001, majoritatea populației raionului Mîkolaiivka era vorbitoare de ucraineană (93,39%), existând în minoritate și vorbitori de română (2,67%) și rusă (2,58%).
La 1 octombrie 2011 populația raionului era de 16,675 persoane. Populația urbană constituie 3,743 persoane (18.6%), cea rurală 16,410 persoane (81.4%). În total există 46 de așezări.
Potrivit recensământului ucrainean din 2001, populația raionului era de 20,153 locuitori. Structura etnică:
| Grup etnic            | Populație | % Procentaj |
| --------------------- | --------- | ----------- |
| Ucraineni             | 18,500    | 91.8%       |
| Moldoveni (declarați) | 700       | 3.7%        |
| Ruși                  | 500       | 2.4%        |
| Armeni                | 200       | 0.9%        |
| Belaruși              | 00        | 0.3%        |
| Bulgari               | 100       | 0.3%        |